# Trifona-jarwi
Trifona-jarwi (ros. Трифона-ярви, fiń. Trifonajärvi) – jezioro w Rosji w obwodzie murmańskim w rejonie peczengijskim. Położone jest około 2 km na zachód od miejscowości Liinachamari. Jego powierzchnia wynosi 5,08 km².
Z jeziora wypływa potok Trifonow, który uchodzi do zatoki Pieczengskaja guba, która stanowi część Morza Barentsa. Wzdłuż południowo-wschodniego brzegu jeziora biegnie droga łącząca Liinachamari z Peczengą.